# Valdoule
Valdoule ist eine französische Gemeinde mit 209 Einwohnern (Stand: 1. Januar 2022) im Département Hautes-Alpes in der Region Provence-Alpes-Côte d’Azur. Sie gehört zum Kanton Serres im Arrondissement Gap.
Sie entstand als Commune nouvelle mit Wirkung vom 1. Juli 2017, indem die bisherigen Gemeinden Bruis, Montmorin und Sainte-Marie zusammengelegt wurden und in der neuen Gemeinde den Status einer Commune déléguée haben. Der Verwaltungssitz befindet sich im Ort Bruis.

## Geographie
Im Gemeindegebiet entspringt der Fluss Oule. Umgeben wird Valdoule von den Nachbargemeinden Saint-Dizier-en-Diois im Norden, Valdrôme im Norden und Nordosten, L’Épine im Osten und Südosten, Ribeyret und Moydans im Süden, Pommerol im Südwesten, La Charce im Westen sowie Establet im Nordwesten.

## Gemeindegliederung
| Ortsteil                  | ehemaliger INSEE-Code | Fläche (km²) | Einwohnerzahl zum 1. Januar 2022 |
| ------------------------- | --------------------- | ------------ | -------------------------------- |
| Bruis (Verwaltungssitz)00 | 05024                 | 25,15        | 079                              |
| Montmorin                 | 05088                 | 25,86        | 82                               |
| Sainte-Marie              | 05150                 | 07,50        | 048                              |

## Sehenswürdigkeiten

### Bruis
- Kirche Saint-Michel von 1683
- Schloss aus dem 17. Jahrhundert
- Donjon aus dem 12. Jahrhundert

### Montmorin
- Kirche
- Schloss Montmorin

## Persönlichkeiten
- Pierre de Bruys (gestorben 1131), Priester, als Häretiker in Saint-Gilles verbrannt
- Philis de La Charce (1645–1703), Kriegsheldin